# Audi S3
Audi S3 er en kompakt sportsvogn fra Audi, og har fra introduktionen i 1999 og frem til foråret 2011 været det højeste udstyrsniveau i Audi A3-serien. Med introduktionen af Audi RS3 i foråret 2011 blev S3 det næsthøjeste udstyrsniveau i A3-serien.

## 8L (1999−2003)
Den første generation af Audi S3 ydede ved hjælp af en firecylindret benzinmotor på 1,8 liter med turbolader og femventilteknik først 154 kW (210 hk). Kort efter faceliftet, som i første omgang også blev solgt med 210 hk, steg effekten til 165 kW (225 hk). Bilen fandtes kun som tredørs med sekstrins manuel gearkasse og quattro-firehjulstræk, og adskilte sig fra den normale A3 på følgende punkter:
- Modificerede kofangere foran og bag
- Bredere forskærme
- Tagkantspoiler
- Synligt udstødningsrør
- Quattro-firehjulstræk med Haldex-kobling
- Elektrisk justerbare Recaro-sportssæder
- Xenonforlygter

### Tekniske specifikationer
| Model                                                              | S3                                    | S3                                    |
| ------------------------------------------------------------------ | ------------------------------------- | ------------------------------------- |
| Byggeår                                                            | 1999–2001                             | 2001–2003                             |
| Motorkode                                                          | APY/AMK                               | BAM                                   |
| Slagvolume                                                         | 1781 cm³                              | 1781 cm³                              |
| Boring × slaglængde                                                | 81,0 × 86,4 mm                        | 81,0 × 86,4 mm                        |
| Motortype                                                          | 4-cylindret rækkemotor med turbolader | 4-cylindret rækkemotor med turbolader |
| Antal ventiler                                                     | 20                                    | 20                                    |
| Maks. effekt ved omdr./min.                                        | 154 kW (210 hk)/5800                  | 165 kW (225 hk)/5900                  |
| Maks. drejningsmoment ved omdr./min.                               | 270 Nm/2100–5000                      | 280 Nm/2200–5500                      |
| 0−100 km/t                                                         | 6,8 sek.                              | 6,6 sek.                              |
| Topfart (km/t)                                                     | 238                                   | 243                                   |
| Brændstofforbrug (efter EØF-retningslinjer, kombineret i l/100 km) | 9,1 98 oktan blyfri                   | 9,3 98 oktan blyfri                   |

## 8P (2006−2012)
Den anden generation af Audi S3 yder 195 kW (265 hk). Siden faceliftet i april 2008 findes den både som tredørs (type 8P) og som femdørs med tilnavnet "Sportback" (type 8PA). Fra 4. kvartal 2008 findes den også med sekstrins automatisk dobbeltkoblingsgearkasse "S tronic".
Modellen er udstyret med en 2,0-liters firecylindret benzinmotor med direkte indsprøjtning og turbolader. Derudover er modellen standardudstyret med firehjulstrækket quattro, der ligesom på alle andre Audi-modeller med tværliggende motor tilkobles automatisk og har Haldex-kobling.
Det maksimale drejningsmoment er 350 Nm, accelerationen fra 0 til 100 km/t sker på 5,6−5,8 sekunder og topfarten er elektronisk begrænset til 250 km/t. Modellen bruger ca. 8,3−8,5 liter 98 oktan blyfri benzin og udleder 193−198 gram CO2 pr. 100 kilometer.
Audi S3 er standardudstyret med 18" alufælge på 225/40-dæk og er fra fabrikken også udstyret med bi-xenonforlygter og sidespejle i aluminiumsoptik som særlige kendetegn for Audis S-modeller.

### Tekniske specifikationer
| Model                                                                              | S3                                                                   | S3 Sportback                                                         |
| ---------------------------------------------------------------------------------- | -------------------------------------------------------------------- | -------------------------------------------------------------------- |
| Byggeår                                                                            | 11/2006−                                                             | 04/2008−                                                             |
| Motorkode                                                                          | BHZ                                                                  | BHZ                                                                  |
| Slagvolume                                                                         | 1984 cm³                                                             | 1984 cm³                                                             |
| Boring × slaglængde                                                                | 82,5 × 92,8 mm                                                       | 82,5 × 92,8 mm                                                       |
| Motortype                                                                          | 4-cylindret rækkemotor med direkte benzinindsprøjtning og turbolader | 4-cylindret rækkemotor med direkte benzinindsprøjtning og turbolader |
| Antal ventiler                                                                     | 16                                                                   | 16                                                                   |
| Maks. effekt ved omdr./min.                                                        | 195 kW (265 hk)/6000                                                 | 195 kW (265 hk)/6000                                                 |
| Maks. drejningsmoment ved omdr./min.                                               | 350 Nm/2500–5000                                                     | 350 Nm/2500–5000                                                     |
| 0 til 100 km/t                                                                     | 5,7 sek. (5,5 sek.)                                                  | 5,8 sek. (5,6 sek.)                                                  |
| Topfart (km/t)                                                                     | 250                                                                  | 250                                                                  |
| Egenvægt (kg)                                                                      | 1530 (1550)                                                          | 1575 (1595)                                                          |
| Brændstofforbrug (efter EØF-retningslinjer, kombineret i l/100 km)                 | 8,5 (8,3) 98 oktan blyfri                                            | 8,5 (8,4) 98 oktan blyfri                                            |
| Værdier i parentes gælder for den automatiske dobbeltkoblingsgearkasse (S tronic). |                                                                      |                                                                      |

## 8V (2012−)
På Paris Motor Show i september 2012 introduceredes den tredje generation af S3, baseret på A3 8V og i første omgang med tre døre.
Motoren er en 2,0-liters turboladet benzinmotor med en effekt på 221 kW (300 hk). Bilen er som standard forsynet med sekstrins manuel gearkasse og quattro-firehjulstræk, men fås mod merpris også med 7-trins S tronic-dobbeltkoblingsgearkasse.
Bilen kan bestilles fra slutningen af 2012, og kommer ud til forhandlerne i foråret 2013.

### Tekniske specifikationer
| Model                                                                              | S3                                                                   |
| ---------------------------------------------------------------------------------- | -------------------------------------------------------------------- |
| Byggeår                                                                            | 2012−                                                                |
| Slagvolume                                                                         | 1984 cm³                                                             |
| Boring × slaglængde                                                                | 82,5 × 92,8 mm                                                       |
| Motortype                                                                          | 4-cylindret rækkemotor med direkte benzinindsprøjtning og turbolader |
| Antal ventiler                                                                     | 16                                                                   |
| Maks. effekt ved omdr./min.                                                        | 221 kW (300 hk)/5500−6800                                            |
| Maks. drejningsmoment ved omdr./min.                                               | 380 Nm/1800–5500                                                     |
| 0 til 100 km/t                                                                     | 5,1 sek. (5,4 sek.)                                                  |
| Topfart (km/t)                                                                     | 250 (elektronisk begrænset)                                          |
| Brændstofforbrug (efter EØF-retningslinjer, kombineret i l/100 km)                 | 6,9 (7,0) 98 oktan blyfri                                            |
| CO2-udslip, kombineret                                                             | 159 g/km (162 g/km)                                                  |
| Værdier i parentes gælder for den automatiske dobbeltkoblingsgearkasse (S tronic). |                                                                      |